# بيير بوفيير
بيير بوفيير (بالفرنسية: Pierre-Buffière)‏ هي بلدية في مقاطعة فيين العليا في منطقة أقطانية الجديدة في غرب وسط فرنسا.